# Форадада-дель-Тоскар
Форадада-дель-Тоскар (ісп. Foradada del Toscar) — муніципалітет в Іспанії, у складі автономної спільноти Арагон, у провінції Уеска. Населення — 226 осіб (2009).
Муніципалітет розташований на відстані близько 400 км на північний схід від Мадрида, 70 км на північний схід від Уески.
На території муніципалітету розташовані такі населені пункти: (дані про населення за 2009 рік)
- Бакаморта: 6 осіб
- Лас-Кольядас: 10 осіб
- Есплуга: 29 осіб
- Форадада-дель-Тоскар: 37 осіб
- Лакорт: 7 осіб
- Ласкорс: 3 особи
- Морільйо-де-Льєна: 49 осіб
- Наваррі: 19 осіб
- Сенс: 26 осіб
- В'ю: 29 осіб

## Демографія
Динаміка населення (INE ):